# Bernhard Reinhold von Delwig
Bernhard Reinhold von Delwig, född 6 januari 1679, död 3 april 1746 i Estland (begravd i Goldenbecks socken), var en svensk kavalleriofficer. Han var son ryttmästaren Berend Reinhold von Delwig och bror till Johan Winrich von Delwig.
Bernhard Reinhold von Delwig blev volontär vid Livgardet 1695, sergeant vid Hälsinge regemente 1697, var adjutant under kommendering till Jämtland 1699 och blev 13 november 1700 premiärlöjtnant vid Järvsö kompani. Han förde under slaget vid Narva befälet över grenadjärerna, sårades vid övergången av Düna i foten och i högra axel i slaget vid Saladen 1703. Von Delwig kommenderade i slaget vid Jakobstadt högra flygelns grenadjärer och blev under Brizes erövring införd som gisslan och där kvarhållen till dess att fästningen erövrades. Han blev 4 mars 1705 sekundkapten vid Hälsinge regementes livkompani. I slaget vid Gemauerthof anförde von Delwig åter grenadjärerna. Han låg därefter i garnison i Mitau, där han gjorde ett utfall mot ryssarna. Han hade under tiden befordrats till premiärkapten 1707 och 5 december 1708 utsågs han till kapten för Arbrå kompani, en tjänst han dock aldrig tillträdde. Han deltog i september i slaget vid Lesna. Här erhöll han ett skott i huvudet, ett genom vänstra armen, ett genom vänstra låret, ett hugg i vänstra benen och två bajonetthugg i ryggen, plundrades av ryska soldater och lämnades på slagfältet. Här påträffades han av auditören Palmgren och fördes av denne till en jude i Mogilhev, vilken sedan förde honom Vilna, där han hos en judisk familj under nio månaders tid tillfrisknade. Han återkom till Sverige 1709 där han i december blev kapten vid Livgardet. 1712 blev han överstelöjtnant vid Upplands femmänningsinfanteriregemente 1714 överstelöjtnant vid Västmanlands regemente och 1716 interimsöverste för regementet senare samma år. Som regementschef ledde han regementet under fälttåget mot Norge. Vid general Axel Sparres återkomst måste han frånträda chefskapet i januari 1720 och återgick till en post som överstelöjtnant men upphöjdes i gengäld till friherrligt stånd. 
1723 angavs han dock för att ha försnillat material från sitt regemente. Han hade sålt persedlar för "goda penningar" men levererat likviden i mynttecken. Han dömdes i oktober till stora ersättningsbelopp och att avrättades men benådades i november på grund av sina tidigare förtjänster från dödsstraffet. Han inspärrades på Bohus fästning där han skulle sitta till alla kostnader han orsakat kronan var betalda, och all hans egendom såldes. Von Delwig lyckades dock rymma till Norge, där han från Fredrikshald i januari och februari 1724 sände brev med begäran om nåd till Sverige. I september 1724 erhöll han fri lejd för att återkomma och söka reda upp sina affärer men han var nu helt utfattig. Därför ansökte han om att få besöka Livland för att se till hustruns egendom, vilket beviljades honom. Han valde dock att stanna i de nu ryska östersjöprovinserna där han avled.